# Поконин, Владимир Александрович
Владимир Александрович Поконин (31 декабря 1954, Ангарск — 23 февраля 2016, Лазаревское, Сочи) — советский и российский футболист, тренер, Мастер спорта СССР (1983).
Воспитанник ангарской местной ДЮСШ, первые тренеры П. Антонов и Г. Пайков. Начинал играть в командах второй лиги «Старт» Ангарск (1972—1973), «Авиатор» Иркутск (1974), «Чкаловец» Новосибирск (1974—1976). 1977 год провёл в команде первой лиги «Кузбасс» Кемерово, но сыграл только 9 игр. С 1978 года вновь играл в Ангарске (команда называлась «Ангара»). Летом 1982 года по приглашению Валерия Поркуяна перешёл в команду высшей лиги «Черноморец» Одесса. В 1984 году получил тяжёлую травму и пропустил год. Не сумев полностью восстановиться, в 1987 году вернулся в «Чкаловец», где в 1988—1990 годах был играющим тренером. В 1991 году на профессиональном уровне не выступал. Завершил карьеру в командах второй российской лиги «Алекс» Ангарск (1992) и «Аган» Радужный (1993).
23 февраля 2016 года утонул в Лазаревском.